# Mycoplasma opalescens
Mycoplasma opalescens è una specie di batterio appartenente alla famiglia delle Mycoplasmataceae.